# حسینیه سید مصلی
حسینیه سید مصلی مربوط به اوایل دوره قاجار است و در یزد، بلوار امامزاده جعفر، محله گودال مصلی، خیابان مصلی، کوچه جعفر خواجه حسینی، روبروی کاروانسرای پشت سید واقع شده و این اثر در تاریخ ۲۷ بهمن ۱۳۸۷ با شمارهٔ ثبت ۲۴۷۵۶ به‌عنوان یکی از آثار ملی ایران به ثبت رسیده است.